# José Ignacio Salafranca Sánchez-Neyra
José Ignacio Salafranca Sánchez-Neyra (ur. 31 maja 1955 w Madrycie) – hiszpański polityk, wykładowca akademicki, urzędnik państwowy i europejski, poseł do Parlamentu Europejskiego IV, V, VI, VII i VIII kadencji.

## Życiorys
Absolwent Wydziału Prawa Uniwersytetu Complutense w Madrycie, na tej uczelni odbył też kursy doktoranckie. Ukończył studia podyplomowe w zakresie integracji europejskiej w Szkole Dyplomatycznej w Madrycie i w Krajowym Instytucie Administracji Publicznej. Zajmował się działalnością naukową, został profesorem prawa cywilnego w Ośrodku Studiów Uniwersyteckich. Prowadził wykłady na madryckich uniwersytetach, a także na uczelniach w Trieście i innych miejscowościach. Jest wiceprezesem Fundacji Juana de la Cosa.
Pracował też w administracji publicznej. Był doradcą w Ministerstwie Rolnictwa, Rybołówstwa i Żywności, później w Ministerstwie Transportu, Turystyki i Łączności. Został następnie urzędnikiem w Komisji Europejskiej (pełnił funkcję wiceszefa gabinetów politycznych dwóch hiszpańskich komisarzy).
W 1994 z listy Partii Ludowej został wybrany do Parlamentu Europejskiego. W następnych wyborach (1999, 2004 i 2009) odnawiał mandat europosła na kolejne kadencje. W latach 2001–2004 był wiceprzewodniczącym grupy Europejskiej Partii Ludowej i Europejskich Demokratów. Przewodniczył także delegacjom PE ds. stosunków z krajami Ameryki Południowej i Środkowej. W PE zasiadał do 2014. W 2015 powołany na ambasadora UE w Argentynie, stanowisko to zajmował do 2017. W tymże roku ponownie objął mandat eurodeputowanego (w miejsce Pabla Zalby Bidegaina), wykonywał go do 2019.